# Kétó
Kétó je v řecké mytologii mořskou bohyní, dcerou boha mořských hlubin Ponta a bohyně země Gaie.
Kétó je od narození stará a ošklivá. Je zosobněním všech hrůz a děsů na moři i v jeho hlubinách.
Se svým mužem a bratrem Forkýnem, který je strážcem moře a hlídačem všech mořských příšer, zplodila tyto obludné potomky:
- šest obludných dcer
  - tři Graie jménem Enýó, Pefrédó a Deinó
  - tři Gorgony jménem Sthenó, Euryalé a Medúsa
- draka Ládóna, stohlavého strážce zlatých jablek v zahradě Hesperidek
- nymfu Thoósu, matku Kyklópa Polyféma.
- mořskou příšeru Skyllu, postrach námořníků